# ポルトガル領黄金海岸

ポルトガル領黄金海岸
Costa do Ouro (ポルトガル語)

16世紀後半の象牙海岸（左半分）と黄金海岸（右半分）
中央のスリーポインツ岬の右に描かれている「La Mina」がエルミナ

ポルトガル領黄金海岸（ポルトガルりょうおうごんかいがん）は、西アフリカのギニア湾の黄金海岸（現在のガーナ）にあったポルトガルの植民地である。15世紀から金交易・奴隷交易で栄えた。17世紀にオランダによって征服された。

## 歴史
ポルトガルは1482年1月21日から黄金海岸に次の拠点を設立した。
- カステロ・デ・サン・ジョルジュ・ダ・ミナ（ミナ海岸の聖ジョルジュ城）、現エルミナ：1482年1月21日– 1637年8月28–9日。これが首都になった
- アクシムの聖アントニオ砦、現アクシム（Axim）：1486 – 1642
- 聖フランシスコ・ザビエル砦、現アクラのオース地区（Osu）：1640–1642
- 聖セバスティアン砦、現シャマ（Shama）：1526–1637。

1637年8月29日、オランダがエルミナを占領した。 1642年1月9日、植民地全体がオランダ領に割譲され、オランダ領黄金海岸の一部となった。

## カピタン・モール
黄金海岸は小規模な植民地だったため、総督や副王でなくカピタン・モールが治めた。
初代ディオゴ・デ・アザンブージャはジョアン2世の王命を受けて艦隊を率いて黄金海岸に赴き、サン・ジョルジュ砦を築くと、艦隊を本国に帰還させて自身は指揮官として現地に留まった。

### 歴代カピタン・モール（一部）
- 1482年 – 1485年：ディオゴ・デ・アザンブージャ（初代）
- 1485年 –1486年：アルバロ・ヴァズ・ペスターノ
- 1495 年– 1499年：ロポ・ソアレス・デ・アルベルガリア
- 1499年(?) – 1503年(?)：フェルナン・ロペス・コレイア
- 1503年(?) – 1506年(?)：ディオゴ・ロペス・デ・セケイラ
- 1519年 – 1522年：ドゥアルテ・パチェコ・ペレイラ
- 1522年 –1524年：アフォンソ・デ・アルブケルケ
- 1524年 –1525年：ジョアン・デ・バロス[3]:26
- 1526年 –1529年：ジョアン・ヴァズ・デ・アルマダ
- 1529年 –1532年：エステバン・ダ・ガマ
- 1536年 –1537年：マヌエル・デ・アルブケルケ
- 1632年 – 1634年：ペドロ・マスカレーニャス
- 1634年 – 1634年：ドゥアルテ・ボルヘス（代理）
- 1634年 – 1642年：アンドレー・ダ・ローシャ・マガリャエス（代理）